# Xandrames sericea
Xandrames sericea là một loài bướm đêm trong họ Geometridae.